# Confédération Africaine de Cyclisme
Die Confédération Africaine de Cyclisme (englisch African Cycling Confederation, abgekürzt CAC) ist der Dachverband des Radsports in Afrika. Sie ist einer von fünf Kontinentalverbänden des Weltradsportverbandes Union Cycliste Internationale und umfasst 54 nationale Verbände (Stand: Ende 2021). Der Hauptsitz ist identisch mit dem Sitz des ägyptischen Radsportverbands und befindet sich in Kairo. Gegründet wurde der afrikanische Radsportverband im Januar 1973 nach den 2. Afrikaspielen in der damaligen nigerianischen Hauptstadt Lagos.
Im März 2019 hatte die CAC eine historische Premiere: Ihre 9. Generalversammlung fand gemeinsam mit der 32. Generalversammlung des europäischen Verbandes Union Européenne de Cyclisme (UEC) in Rom statt. Es nahmen 44 Vertreter von insgesamt 50 europäischen Föderationen und 37 der damals 52 afrikanischen Föderationen an dem Kongress teil. Ziel sei es, auch aus geographischen Gründen, die Zusammenarbeit zwischen den Verbänden in Zukunft zu verstärken. Die Delegierten wurden von Papst Franziskus empfangen.

## Wettbewerbe
Eine der Hauptaufgaben des Verbandes ist die Organisation der kontinentalen Meisterschaften in den verschiedenen Radsportdisziplinen:
- Afrika-Meisterschaften im Straßenradsport (seit 2005)
- Afrika-Meisterschaften im Mountainbikesport (seit 2007)
- Afrika-Meisterschaften im BMX-Rennsport (seit 2014)
- Afrika-Meisterschaften im Bahnradsport (seit 2015)
- Gravel-Afrikameisterschaften

## Mitgliedsverbände
| Land                         | Verband                                                    |
| ---------------------------- | ---------------------------------------------------------- |
| Ägypten                      | Egyptian Cycling Federation                                |
| Algerien                     | Fédération Algérienne de Cyclisme                          |
| Angola                       | Federação Angolana de Ciclismo                             |
| Äquatorialguinea             | Federación Ciclista de Guinea Ecuatorial                   |
| Äthiopien                    | Ethiopian Cycling Federation                               |
| Benin                        | Fédération Béninoise de Cyclisme                           |
| Botswana                     | Botswana Cycling Association                               |
| Burkina Faso                 | Fédération Burkinabé de Cyclisme                           |
| Burundi                      | Fédération Burundaise de Cyclisme                          |
| Demokratische Republik Kongo | Fédération Cycliste de la République Démocratique du Congo |
| Dschibuti                    | Fédération Djiboutienne de Cyclisme                        |
| Elfenbeinküste               | Fédération Ivoirienne de Cyclisme                          |
| Eritrea                      | Eritrean National Cycling Federation                       |
| Eswatini                     | Eswatini Cycling Association                               |
| Gabun                        | Fédération Gabonaise de Cyclisme                           |
| Gambia                       | Gambia Cycling Association                                 |
| Ghana                        | Ghana Cycling Association                                  |
| Guinea                       | Fédération Guinéenne de Cyclisme                           |
| Guinea-Bissau                | Federação de Ciclismo da Guiné-Bissau                      |
| Kamerun                      | Fédération Camerounaise de Cyclisme                        |
| Kap Verde                    | Federação Cabo-verdiana de Ciclismo                        |
| Kenia                        | Kenya Cycling Federation                                   |
| Komoren                      | Fédération Comorienne de Cyclisme                          |
| Lesotho                      | Lesotho Cycling Association                                |
| Liberia                      | Liberia National Cycling Association                       |
| Libyen                       | Libyan Cycling Federation                                  |
| Madagaskar                   | Fédération Malgache de Cyclisme                            |
| Malawi                       | Cycling Federation of Malawi                               |
| Mali                         | Fédération Malienne de Cyclisme                            |
| Marokko                      | Fédération Royale Marocaine de Cyclisme                    |
| Mauretanien                  | Fédération Mauritanienne de Cyclisme                       |
| Mauritius                    | Fédération Mauricienne de Cyclisme                         |
| Mosambik                     | Federação Moçambicana de Ciclismo                          |
| Namibia                      | Namibian Cycling Federation                                |
| Niger                        | Fédération Nigérienne de Cyclisme                          |
| Nigeria                      | Cycling Federation of Nigeria                              |
| Republik Kongo               | Fédération Congolaise de Cyclisme                          |
| Ruanda                       | Fédération Rwandaise de Cyclisme                           |
| Sambia                       | Cycling Association of Zambia                              |
| São Tomé und Príncipe        | Federação de Ciclismo de São Tomé e Principe               |
| Senegal                      | Fédération Sénégalaise de Cyclisme                         |
| Seychellen                   | Union Cycliste des Seychelles                              |
| Sierra Leone                 | Sierra Leone National Cycling Association                  |
| Simbabwe                     | Cycling Zimbabwe                                           |
| Somalia                      | Somali Cycling Federation                                  |
| Südafrika                    | Cycling South Africa                                       |
| Sudan                        | Sudan Cycling Federation                                   |
| Südsudan                     | South Sudan Cycling Association                            |
| Tansania                     | Cycling Association of Tanzania                            |
| Togo                         | Fédération Togolaise de Cyclisme                           |
| Tschad                       | Fédération Tchadienne du Cyclisme                          |
| Tunesien                     | Fédération Tunisienne de Cyclisme                          |
| Uganda                       | Uganda Cycling Association                                 |
| Zentralafrikanische Republik | Fédération Centrafricaine de Cyclisme                      |